# Caligo uranus
Caligo uranus är en fjärilsart som beskrevs av Herrich-Schäffer 1850 . Caligo uranus ingår i släktet Caligo och familjen praktfjärilar. Inga underarter finns listade i Catalogue of Life.